# Molí de la Torre (la Bisbal d'Empordà)
El Molí de la Torre és un monument del municipi de la Bisbal d'Empordà (Baix Empordà) declarat bé cultural d'interès nacional.

## Descripció
L'element està situat vora la carretera de Girona, entre la Bisbal i Corçà. Es tracta d'una torre de defensa de pedra que sobresurt del conjunt d'edificis que l'han amagada parcialment, principalment en la part baixa. Forma part d'un antic molí fariner, molt modificat en l'actualitat. La torre és de planta quadrada, i conserva la corsera en gairebé tot el seu perímetre.

## Història
Fins als anys trenta del segle actual el molí de la torre va ser utilitzat com a molí fariner. Funcionava amb l'aigua del Rec del Molí, provinent del riu Daró. El molí té un interès històric, ja que va ser la primera indústria de la Bisbal. Hi ha documentació relativa als molins des d'època medieval. La torre defensiva pot ser datada cap als segles XII-XIII.
L'element es conserva en bon estat, però necessitaria una restauració, ja que part de la corsera, a la banda posterior, es troba malmesa.